# 藤舎名生
二代目 藤舎 名生（にだいめ とうしゃ めいしょう、1941年（昭和16年）- ）本名は、中川　勲（なかがわ　いさお）は、日本の横笛演奏家。襲名前は藤舎推峰（とうしゃすいほう）として活動していた。重要無形文化財保持者（人間国宝、2019年度認定）。
息子は藤舎流囃子方、藤舎成光。

## 人物・来歴
- 1941年　東京生まれ。父は、藤舎流笛家元の藤舎秀蓬。
- 1957年　東京NHK邦楽技能者育成会入学（第6期）。同年に、伯父・四世藤舎流家元・藤舎呂船の内弟子となる。
- 1989年　二代目藤舎名生を襲名。
- 京都芸妓の笛指導に携わりながら、歌舞伎、舞踊、ジャズ、クラシックなど幅広い音楽活動を展開。
- 2019年　重要無形文化財「長唄鳴物」の保持者として各個認定される（いわゆる人間国宝）[1]。

## 受賞歴
芸術祭奨励賞、松尾芸能賞優秀賞、ほか受賞多数。
- 2021年 - 旭日小綬章

## 主なテレビ出演
- ばらえてい テレビファソラシド「衣食足りて礼節は?」（1980年6月5日）
- 新・必殺仕事人 第49話「主水三味線にビクビクする」（1982年） - 能勢東風役
- 国宝への旅「湖上はるか 天下人の祈り」（1989年9月7日）
- だんだん（連続テレビ小説） - ゲスト出演
- ワルイコあつまれ「国宝だって人間だ!」のコーナーに出演（2023年4月29日）

### その他
- 毛利元就（NHK大河ドラマ） - 囃子指導

## ディスコグラフィー（主なCD）
- 『四季の笛』（1988年）
- 『日本の音(8)〜笛』（1991年）
- 『笛 四神』（1998年）
- 『笛〜爽風』（1999年）
- 『日本の楽器(6)〜笛〜』
- 『二世藤舍名生創作曲集』